# Chrysler 200C
O 200C é um sedan de porte médio da Chrysler.
- Fotos e informações sobre o modelo (em inglês)